# Movimento Popolare della Rivoluzione
Il Movimento Popolare della Rivoluzione (in francese Mouvement populaire de la Révolution) è stato un partito politico nato nel 1967 e il partito unico dello Zaire (odierna Repubblica Democratica del Congo) con a capo Mobutu Sese Seko, militare e politico che instaurò un regime dittatoriale nel suo Paese.
Il Movimento Popolare della Rivoluzione avrebbe dovuto adottare come orientamento politico, de iure, il trasversalismo, ma de facto si posizionò politicamente all'estrema destra. Il partito sosteneva che il popolo dello Zaire dovesse avere i propri stili di vita, i propri usi e i propri costumi senza subire le influenze né del colonialismo, né delle potenze occidentali e neanche dell'URSS. Tale ideologia è definita autenticità.
Il partito cessò di esistere il 16 maggio 1997, in seguito alla caduta di Mobutu e dello Zaire a seguito della Prima guerra del Congo, e il giorno dopo il Paese tornò a chiamarsi Repubblica Democratica del Congo.